# Chi Shu-ju
Chi Shu-ju (kinesiska: 紀淑如), född den 27 november 1982, är en taiwanesisk taekwondoutövare.
Hon tog OS-brons i flugviktsklassen i samband med de olympiska taekwondo-turneringarna 2000 i Sydney.